# 罗伊·科克伦
罗伊·科克伦（英語：Roy Cochran，1919年1月6日—1981年9月26日），美国男子田径运动员，主攻短跑和跨栏。他曾代表美国参加1948年夏季奥林匹克运动会田径比赛，获得二枚金牌。